# Epictia schneideri
Epictia schneideri — вид змій родини струнких сліпунів (Leptotyphlopidae). Ендемік Мексики. Описаний у 2016 році.

## Поширення і екологія
Epictia schneideri мешкають в горах Південної Сьєрра-Мадре в штатах Герреро і Оахака. Вони живуть в сосново-дубових, листяних і напівлистяних лісах. Зустрічаються на висоті від 825 до 1675 м над рівнем моря.